# تينا اندروز
تينا اندروز (بالإنجليزية: Tina Andrews)‏ هي كاتبة سيناريو وممثلة أمريكية، ولدت في 23 أبريل 1951 في شيكاغو في الولايات المتحدة. من الجوائز التي نالتها جوائز نقابة الكتاب الأمريكية.

## جوائز
- جوائز نقابة الكتاب الأمريكية

## وصلات خارجية
- تينا اندروز على موقع IMDb (الإنجليزية)
- تينا اندروز على موقع ألو سيني (الفرنسية)
- تينا اندروز على موقع أول موفي (الإنجليزية)
- تينا اندروز على موقع قاعدة بيانات الأفلام السويدية (السويدية)
- تينا اندروز على موقع قاعدة بيانات الفيلم (الإنجليزية)
- تينا اندروز على موقع كينوبويسك (الروسية)